# Jack Mahon
John „Jack“ Mahon (* 8. Dezember 1911 in Gillingham; † 1993 in Kingston upon Hull) war ein englischer Fußballspieler und -trainer.

## Sportlicher Werdegang
Mahon wechselte 1929 als Teenager von den Doncaster Rovers, für die er in der Third Division ohne Spieleinsatz geblieben war, zu Leeds United in die First Division. 1931 stieg er mit dem Klub in die Second Division ab, schaffte aber mit dem Klub den direkten Wiederaufstieg. Bis zu seinem Abschied in Richtung Ligakonkurrent West Bromwich Albion im Herbst 1935 konnte er sich jedoch nie dauerhaft als Stammspieler etablieren, bei seinem neuen Klub war er unter Langzeit-Trainer Fred Everiss als Außenstürmer jedoch weitgehend gesetzt. Im Wettbewerb um den FA Cup 1936/37 erreichte er mit der Mannschaft das Semifinale, verpasste aber mit einer 1:2-Niederlage gegen Preston North End den Finaleinzug. In der Spielzeit 1937/38 belegte die Mannschaft nur den letzten Tabellenplatz und stieg in die Zweitklassigkeit ab. Anschließend schloss er sich Huddersfield Town an, ehe der offizielle Spielbetrieb aufgrund des Ausbruchs des Zweiten Weltkriegs zum Erliegen kam und er sich während der Kriegszeit als Gastspieler bei verschiedenen Klubs verdingte. In der Nachkriegszeit war er noch kurzzeitig beim Drittligisten York City aktiv, ehe er seine Laufbahn beendete.
Nach einem kurzen Aufenthalt als Trainer in Dänemark schloss Mahon sich auf Empfehlung George Raynors dem schwedischen Klub IF Elfsborg an, den er in der Allsvenskan betreute. 1949 übernahm er das Traineramt beim Ligakonkurrenten IFK Göteborg, mit dem er in die zweite Liga abstieg. Nach dem direkten Wiederaufstieg war er noch bis 1953 im Amt. Anschließend kehrte er nach England zurück, wo er bei Leeds United, York City und Hull City jeweils als Trainerassistent tätig war.